# Amadís (Massenet)
Amadís (título original en francés, Amadis) es una ópera en tres actos de Jules Massenet y libreto en francés de Jules Claretie, basado en la novela de caballerías española Amadís de Gaula de Garci Rodríguez de Montalvo. Se estrenó en la ópera de Montecarlo el 1 de abril de 1922, diez años después de la muerte del compositor.
Massenet comenzó a componer esta ópera y luego la dejó un lado para terminarla secretamente los últimos años de su vida. Amadís es una de las tres óperas de Massenet que fueron estrenadas tras su muerte, siendo las otras dos Panurge (1913) y Cléopâtre (1914).
Amadis no fue popular pero se vio relanzada (y registrada por el sello Koch Swann) tras el Festival Massenet de Saint-Étienne en 1988.

## Personajes
| Personaje                | Tesitura      | Reparto del estreno, 1 de abril de 1922 (Director: Léon Jehin) |
| ------------------------ | ------------- | -------------------------------------------------------------- |
| Amadis                   | contralto     | "Djéma Vécla" (Margherita Grandi)                              |
| Floriane                 | soprano       | Nelly Martyl                                                   |
| Galaor                   | tenor         | Goffin                                                         |
| Le Roi Raimbert          | bajo          | Gustave Huberdeau                                              |
| Wenzel de Norvège        | tenor         | Charles Delmas                                                 |
| Zorzi de Sicile          | tenor         | Carlo Bertossa                                                 |
| Curneval de Thuringe     | tenor         | Sini                                                           |
| Perdigon d'Irlande       | barítono      | Ceresole                                                       |
| Arnaud d'Aquitaine       | barítono      | Amurgis                                                        |
| Golias d'Espagne         | barítono      | Morange                                                        |
| Orlinde                  | soprano       | Lucette Korsoff                                                |
| Béatrice                 | soprano       | Bilhon                                                         |
| Simone                   | soprano       | Rossignol                                                      |
| Guillemette              | soprano       | Orsoni                                                         |
| Marguerite               | soprano       | Rogery                                                         |
| Hélène                   | soprano       | Lecroix                                                        |
| La Fée                   | papel hablado | Féval                                                          |
| Chasseur                 | papel hablado | Stéphane                                                       |
| Princesse Elisène        | papel mudo    | Sedova                                                         |
| Amadis et Galaor enfants | papel mudo    | Rosa Brothers                                                  |

## Argumento
La historia se desarrolla en Armórica y concierne a los hermanos Amadís y Galaor, separados al nacer. Amadís mata a Galaor tras la escena final en un duelo por la princesa Floriane. Cuando Amadís descubre que la piedra mágica en torno al cuello de Galaor es idéntica a la suya, piedras entregadas por su madre a cada uno de ellos a él y a su hermano perdido, y se da cuenta de que a quien ha matado es a su hermano.